# Antonio Salandra
Antonio Salandra (Troia, Foggia, 31. kolovoza 1853. — Rim, 9. prosinca 1931.), bio je talijanski konzervativni političar. Obnašao je dužnost premijera Italije u dvije vlade u periodu između 21. ožujka 1914. i 18. lipnja 1916. godine.

## Životopis
Salandra je rođen u situiranoj obitelji u Troii, a završio je pravo u Napulju. Imenovan je profesorom 1876. i radio je u periodu od 1879. do 1914. s administrativnim pravon na Sveučilištu u Rimu. 
Izabran je za zastupnika u talijanskom zastupničkom domu 1886., i na kraju se priklanja stranci baruna Sidneya Sonnina. Radio je kao državni tajnik u nekoliko ministarstava a bio je osim toga i ministar u vladama Crispija, Sonnina i Pellouxa. Poslije obnašanja dužnosti ministra financija u Sonnininovoj vladi, 1906. udaljuje se od Sonninove stranke i priklanja lijevo orijentiranoj stranci Giovannija Giolittija. Kada je Giolitti napustio mjesto premijera 1914., Salandra je formirao konzervativnu vladu. U početku Salandrova vlada se držala neutralno u Prvom svjetskom ratu.

Ministar vanjskih poslova San Giuliano bio je također član Giolittijeve vlade. Kada je San Giuliano preminuo 16. listopada 1914., Sonnino postaje ministar vanjskih poslova u Salandrovoj vladi. Poslije toga talijanska stajalište o ratnim zbivanjima se sve više podudaraju sa stajalištima trojnog saveza. Talijanska vojna industrija počinje raditi punom parom, dok istovremeno pregovaraju s Austro-Ugarskom o kompenzaciji zbog neutralnosti. 
Italija se osim toga sve više približava Francuskoj i Engleskoj. Kada je 20. svibnja 1915. Salandrova vlada progasila oružanu intervenciju, ulaze u rat protiv Austro-Ugarske 23. svibnja 1915. godine. Istovremeno prekidaju diplomatske aktivnosti s Njemačkom. 
Talijani su imali malo uspjeha u vojnim operacijama i Salandrova vlada bila je izložena jakim kritikama u parlamentu, osobito su je kritizirali socijaldemokrati. Poslije bitke na Monte Meleti, Salandrova vlada podnosi ostavku.
Poslije Prvog svjetskog rata, Salandra se politički još više pomjera udesno i podržava Mussolinija.